# Ruellia beyrichiana
Ruellia beyrichiana är en akantusväxtart som först beskrevs av Christian Gottfried Daniel Nees von Esenbeck, och fick sitt nu gällande namn av Spencer Le Marchant Moore. Ruellia beyrichiana ingår i släktet Ruellia och familjen akantusväxter. Inga underarter finns listade i Catalogue of Life.